# Xóchitl Gálvezová
Bertha Xóchitl Gálvezová Ruizová (* 22. února 1963, Tepatepec, Hidalgo) je mexická politička a podnikatelka.

## Život
Pochází z národa Otomiů. Vyrůstala ve skromných poměrech a při škole si vydělávala prodejem jídla v místní tržnici. Vystudovala informatiku na Mexické národní autonomní univerzitě a pracovala jako analytička pro Národní statistický a zeměpisný ústav (INEGI). V roce 1992 založila firmu High Tech Services, zaměřenou na projektování chytrých budov. Byla vyhlášena mexickou podnikatelkou roku a časopis Bloomberg Businessweek ji zařadil na seznam budoucích lídrů latinskoamerické ekonomiky. V roce 1995 založila nadaci Porvenir, financující sociální programy v odlehlých oblastech mexického venkova. Zúčastnila se Světového sociálního fóra. 
Prezident Vicente Fox ji jmenoval zmocněnkyní pro záležitosti domorodého obyvatelstva, ve svém funkčním období iniciovala rozvoj infrastruktury v oblasti Sierra Tarahumara. Od roku 2015 byla starostkou obvodu Miguel Hidalgo v mexickém hlavním městě. Roku 2018 byla zvolena senátorkou za opoziční Stranu národní akce. Zastává protržní a sociálně liberální postoje; kritizuje zkorumpovanost současné vlády a nárůst kriminality, chce zlepšit postavení žen a mladých lidí v mexické společnosti, požaduje vyšší podporu pro obnovitelné zdroje energie. Hlásí se k indiánským kořenům a nosí tradiční oděv huipil.
V roce 2023 ji středopravicová koalice Fuerza y Corazón por México nominovala do prezidentských voleb, které jsou plánovány na červen 2024. Podle průzkumů veřejného mínění by měla být Gálvezová hlavní konkurentkou vládní kandidátky na hlavu státu Claudie Sheinbaumové.